# Ferenc Szojka
Ferenc Szojka (ur. 7 kwietnia 1931 w Salgótarján, zm. 17 września 2011 tamże) – węgierski piłkarz, pomocnik. Srebrny medalista V Mistrzostw Świata w Piłce Nożnej w 1954.

## Kariera sportowa
W reprezentacji Węgier zagrał 28 razy i strzelił jednego gola. Był rezerwowym  zawodnikiem na igrzyskach olimpijskich w 1952 w Helsinkach, na których drużyna Węgier zdobyła złoty medal. Debiutował w 1954 w czasie mistrzostw świata, ostatni raz zagrał w 1960. Podczas mistrzostw świata w 1954 wystąpił w jednym spotkaniu Węgrów, grupowym z Koreą Południową. Brał udział w  VI Mistrzostwach Świata w Piłce Nożnej w 1958 (dwa mecze). Podczas obu turniejów bronił barw Salgótarjáni BTC.